# Rok Kolander
Rok Kolander (* 8. Februar 1980 in Maribor) ist ein ehemaliger slowenischer Ruderer, der zwei Bronzemedaillen bei Weltmeisterschaften gewann.

## Sportliche Karriere
Kolander war zusammen mit Matej Prelog 1998 Fünfter bei den Junioren-Weltmeisterschaften im Zweier ohne Steuermann. 1999 gewann er im Zweier die Silbermedaille bei den U23-Weltmeisterschaften. Zusammen mit Janez Klemenčič, Milan Janša und Matej Prelog belegte Kolander bei den Olympischen Spielen 2000 in Sydney den vierten Platz im Vierer ohne Steuermann. 2001 siegte der slowenische Vierer beim Weltcup in Sevilla. Bei den Weltmeisterschaften in Luzern gewannen die Briten vor dem deutschen Vierer, Klemenčič, Janša, Kolander und Prelog erhielten die Bronzemedaille. Im Jahr darauf belegten die vier Slowenen den vierten Platz bei den Weltmeisterschaften in Sevilla. 
2003 war Kolander der einzig verbliebene Ruderer im Vierer, zusammen mit Miha Pirih, Gregor Sračnjek und Tomaž Pirih belegte er den sechsten Platz bei den Weltmeisterschaften in Mailand. 2004 trat Kolander bei den Weltmeisterschaften in den nichtolympischen Bootsklassen im Vierer mit Steuermann an und wurde Weltmeisterschaftsvierter. Bei den Weltmeisterschaften 2005 in Gifu belegte Kolander mit dem Vierer ohne Steuermann den 13. Platz. 2006 erreichte der slowenische Vierer mit Kolander, den Pirih-Brüdern und Matej Prelog wieder das A-Finale bei den Weltmeisterschaften in Eton und belegte den fünften Platz. Ebenfalls Fünfte wurden die Slowenen bei den Weltmeisterschaften 2007 in München in der Aufstellung Tomaž Pirih, Rok Rozman, Rok Kolander und Miha Pirih. In der gleichen Aufstellung erreichten die vier Slowenen ein Jahr später den vierten Platz bei den Olympischen Spielen 2008 in Peking. 
2009 gewannen die vier Slowenen bei den Weltmeisterschaften in Posen die Bronzemedaille hinter den Briten und den Australiern. 2010 verpasste der slowenische Vierer in allen Weltcupregatten das A-Finale, bei den Weltmeisterschaften in Neuseeland belegten Kolander und Tomaž Pirih den 12. Platz im Zweier ohne Steuermann. Kolander trat 2011 und 2012 noch im Weltcup an, nahm aber nicht mehr an den Weltmeisterschaften teil.
Der 1,86 m große Rok Kolander ruderte für DE Branik Maribor.